# La Flambée des rêves
Pour plus de détails, voir Fiche technique et Distribution.
La Flambée des rêves est un film français réalisé par Jacques de Baroncelli et sorti en 1924.

## Fiche technique
- Titre alternatif : Un homme riche
- Réalisation : Jacques de Baroncelli, assisté de Henri Chomette et Abel Sovet
- Scénario : Jacques de Baroncelli
- Production :  Films Radia
- Photographie : Louis Chaix
- Pays de production :  France
- Format :  Muet - Noir et blanc - 1,33:1 - 35 mm
- Date de sortie : 
  - France : 3 octobre 1924

## Distribution
- Sandra Milovanoff : Claire
- Suzanne Bianchetti : Suzanne
- Eric Barclay : René Germain
- Charles Vanel : Lucien Réneval
- Andrews Engelmann
- Noémie Scize